# Stålhätta

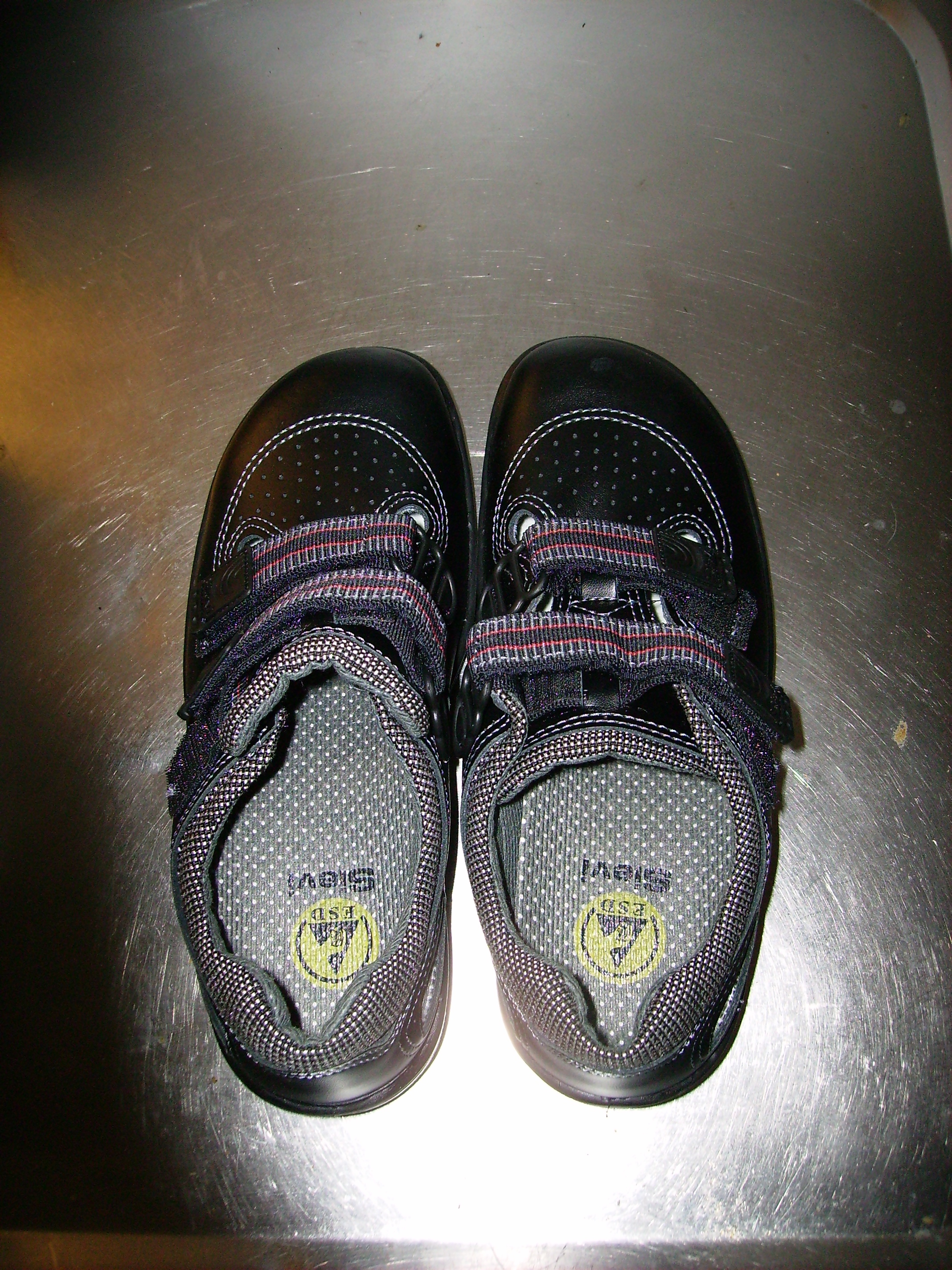
Arbetsskor med stålhätta

Stålhätta, en hätta av stål insydd längst fram i en känga, sko eller stövel.
Syftet med en stålhätta är att skydda bärarens tår mot slag- och klämskador. Stålhätta används vanligtvis i olika typer av skyddsskor, men förekommer även i grövre kängor som inte klassas som skyddsskor (till exempel vissa skor av märket Dr Martens eller Getta grip. Skor med stålhätta kan vara besvärliga att bära i kraftig värme eller kyla p.g.a. metallens goda värmeledningsförmåga.
Om stålet blir skadat på något sätt bör man byta ut skon, då denna inte skyddar till 100 % längre.